# Choppa
Darwin Turner (Nova Orleães, Louisiana, Estados Unidos em 29 de Outubro de 1980) melhor conhecido pelo nome artístico de Choppa, é um rapper norte-americano. Choppa é irmão dos rappers Baby Boy da Prince e Brittany Ni'Cole.

## Discografia

### Álbuns de estúdio
| Ano  | Título                 | Posições | Posições | Posições |
| Ano  | Título                 | US       | US R&B   |          |
| ---- | ---------------------- | -------- | -------- | -------- |
| 2002 | Choppa Style           | —        | 99       |          |
| 2003 | Straight from the N.O. | 54       | 17       |          |
| 2005 | Da Real Choppa         | —        | —        |          |
| 2006 | Comin' Back Home       | —        | —        |          |

### Singles
| Ano  | Canção                              | Posições | Posições | Álbum                  |
| Ano  | Canção                              | US       | US R&B   | Álbum                  |
| ---- | ----------------------------------- | -------- | -------- | ---------------------- |
| 2003 | "Choppa Style" (featuring Master P) | 94       | 49       | Straight from the N.O. |
| 2007 | "Woaa"                              | —        | —        | Saggin' & Swaggin'     |
| 2013 | "She's Bad" (featuring Marka)       | —        | —        | Bourbon Street         |